# A Coluna Partida
A Coluna Partida (La Columna Rota em espanhol) é um óleo sobre masonite da artista mexicana Frida Kahlo, pintado em 1944, logo após ela ter realizado uma cirurgia na coluna para corrigir problemas decorrentes de um grave acidente de trânsito ocorrido quando a pintora tinha dezoito anos. O original está exposto no Museu Dolores Olmedo, em Xochimilco, na Cidade do México.
Como com muitos dos autorretratos de Kahlo, a dor e o sofrimento são o foco do trabalho, mas, ao contrário de muitos de seus outros trabalhos, que incluem papagaios, cães, macacos e outras pessoas, neste quadro Kahlo está sozinha. Sua presença solitária em uma paisagem rachada e árida simboliza tanto o seu isolamento quanto as forças externas que têm afetado a sua vida. Como um terremoto fissura a paisagem, o acidente de Kahlo quebrou seu corpo.
Na pintura, o tronco nu de Kahlo está dividido, replicando a terra desolada atrás dela e revelando uma coluna jônica desmoronando no lugar de sua coluna vertebral. Seu rosto olha para a frente, firmemente, lágrimas escorrem por suas bochechas. Apesar de seu corpo estar quebrado, sua sensualidade externa está contaminada. O pano que envolve a parte inferior de seu corpo e segura em suas mãos não é um sinal de modéstia, mas, em vez disso, espelha uma iconografia cristã, assim como as unhas sobre seu rosto e corpo.
O espartilho de metal, que retrata um apoio de pólio, não um apoio cirúrgico, pode referir-se a sua história de poliomielite ou simbolizar as limitações físicas e sociais na vida de Kahlo. Em 1944, os médicos de Kahlo tinham-lhe recomendado que vestisse um espartilho de aço em vez dos moldes de gesso que ela tinha usado anteriormente. A cinta retratada é uma das muitas que ela, na verdade, usou durante toda a vida, agora abrigada em sua casa e museu, a Casa Azul. Em A Coluna Quebrada esse espartilho mantém unido o corpo danificado de Kahlo.

## Kahlo como um mártir
Pode-se traçar um paralelo entre o retrato de Kahlo e o do  "martírio de São Sebastião." Na lenda de Sebastião, descobriu-se que ele era cristão e, por isso, foi amarrado a uma árvore e usado como um alvo de tiro com arco. Apesar de ser deixado para morrer, ele sobreviveu, apenas para mais tarde perecer por sua religião pelas mãos do império Romano. Ele é frequentemente retratado amarrado a uma árvore, o corpo cheio de setas.[carece de fontes?]